# Поки жива людина
«Поки жива людина» (рос. «Пока жив человек») — радянський чорно-білий художній фільм-соціальна драма 1963 року, знятий режисером Григорієм Ароновим на кіностудії «Ленфільм».

## Сюжет
Інженер-винахідник електромеханічного заводу Широков стає жертвою вуличної плутанини і надовго потрапляє до лікарні. Колеги, дізнавшись про те, що сталося, роблять усе можливе, щоб останній винахід Широкова став надбанням рідного заводу.

## У ролях
- Володимир Заманський — Павло Федорович Широков
- Ніна Ургант — Зінаїда Іванівна Широкова, дружина
- Ольга Забара — Надія Василівна Проніна
- Сергій Плотников — Юрій Сергійович, пацієнт
- Олена Корольова — Неля Захарова, медсестра
- Володимир Костін — Федя
- Ольга Порудолінська — тітка Саша, нянечка
- Леонід Галліс — Дмитро Миколайович Кравцов, інженер
- Лідія Штикан — Віра Кравцова, дружина Кравцова
- Бруно Фрейндліх — Олександр Степанович, головний інженер
- Віктор Чекмарьов — Іван Данилович
- Юрій Родіонов — Ігор Андрійович, інженер
- Олексій Ян — Омельченко
- Борис Аракелов — Міша Дедюкін, інженер
- Майя Блінова — Лідія Митрофанівна, секретар директора
- Валентин Єфімов — Борис, пацієнт
- Валентина Єгоренкова — медсестра
- Лев Жуков — епізод
- Костянтин Калініс — епізод
- Світлана Мазовецька — медсестра
- Аркадій Трусов — робітник
- Адріан Філіппов — епізод
- Георгій Штіль — Рубахін, пацієнт
- Резо Есадзе — відвідувач у лікарні
- Резо Чхеїдзе — епізод

## Знімальна група
- Режисер — Григорій Аронов
- Сценаристи — Йосип Ольшанський, Ніна Руднєва
- Оператор — Едуард Розовський
- Композитор — Ісаак Шварц
- Художник — Віктор Волін